# Neopagetopsis ionah
El draco rayado de Jonás (Neopagetopsis ionah) es una especie de pez marino con aletas radiadas bentopelágica perteneciente a la familia Channichthyidae, los dracos cocodrilo. Es el único miembro del género monotípico Neopagetopsis. Se encuentra en el océano Austral a profundidades de 20 a 900 metros (65,6 a 2952,8 pies). Tiene una distribución circunantártica en el talud continental y la plataforma continental, con los registros más septentrionales en las islas Shetland del Sur y Orcadas del Sur.

## Taxonomía
El draco rayado de Jonás fue descrito formalmente por primera vez en 1947 por el ictiólogo sueco Orvan Nybelin indicando como localidad tipo las proximidades de las islas Balleny, Dependencia Ross en la Antártida.  Es la única especie del género Neopagetopsis.  La palabra Neopagetopsis está formada por el prefijo neo que significa "nuevo" y por Pagetopsis, nombre de un género relacionado con el que este taxón guarda cierto parecido, pero del que se diferencia por tener largas aletas pélvicas y tres líneas laterales . El nombre específico se refiere al profeta bíblico Jonás y es una alusión al hecho de que fue descubierto por primera vez en el interior del estómago de una ballena.

## Descripción
El draco rayado de Jonás tiene una espina curvada hacia delante en el hocico. Hay 3-4 crestas radiales en el opérculo, cada una terminando en su parte posterior con una espina; ninguno de los otros huesos operculares tiene espinas. Las tres líneas laterales no tienen placas óseas. Las aletas dorsales primera y segunda son continuas. Estas poseen 14-15 espinas y 32-35 radios blandos, mientras que la aleta anal contiene 29-32 radios blandos. La primera aleta dorsal bien desarrollada y las aletas pélvicas en forma de abanico son negruzcas, mientras que las otras aletas pueden ser de color oscuro o negruzco. El color general es verde negruzco oscuro o negro en el cuerpo, aunque el vientre es blanquecino; los juveniles pueden presentar marcas oscuras irregulares. Esta especie alcanza una longitud total máxima de 56 cm.

## Distribución y hábitat
El draco rayado de Jonás se encuentra en el océano Antártico, donde se encuentra en la plataforma continental y el talud, y los informes más septentrionales proceden de las islas Shetland del Sur y Orcadas del Sur. Es una especie bentopelágica que se encuentra a profundidades entre 20 y 900 m (66 y 2953 pies). En enero de 2014 se realizaron los primeros registros de anidación y en febrero de 2021 se encontró una colonia más grande que se estima está compuesta por aproximadamente 60 millones de ejemplares. Ambas colonias fueron descubiertas habitando la fosa de Filchner en el sur del mar de Weddell, frente a la costa de la Antártida a una profundidad entre 420 y 535 metros (1378,0 a 1755,2 pies). Se estima que la colonia descubierta en 2021 ocupa unos 240 kilómetros cuadrados (92,7 mi²), con una media de un nido cada 3,85 metros cuadrados (41,4 pies²) y una biomasa total de 60 000 toneladas (132 000 000 lb) de peces.

## Biología
El draco rayado de Jonás adulto se alimenta principalmente de peces, como Dacodraco hunteri, Chaenodraco wilsoni, Pleuragramma antarcticum y Chionodraco sp., así como de krill. Los ejemplares jóvenes, sin embargo, se alimentan principalmente de krill, especialmente Euphausia superba, y con frecuencia se capturan junto con sus presas con una longitud total de 10 a 15 cm (3,9 a 5,9 pulgadas). En las islas Shetland del Sur, tanto los adultos como los juveniles muestran una marcada preferencia por el krill (sólo 3 de los 19 ejemplares muestreados habían consumido algún tipo de pescado). Esta especie tiene un gen de hemoglobina más completo que otras especies de dracos rayados, el cual, sin embargo, sigue sin ser funcional.

## Pesquerías
Esta especie carece de interés para la pesca comercial.